# Gallia cisalpina

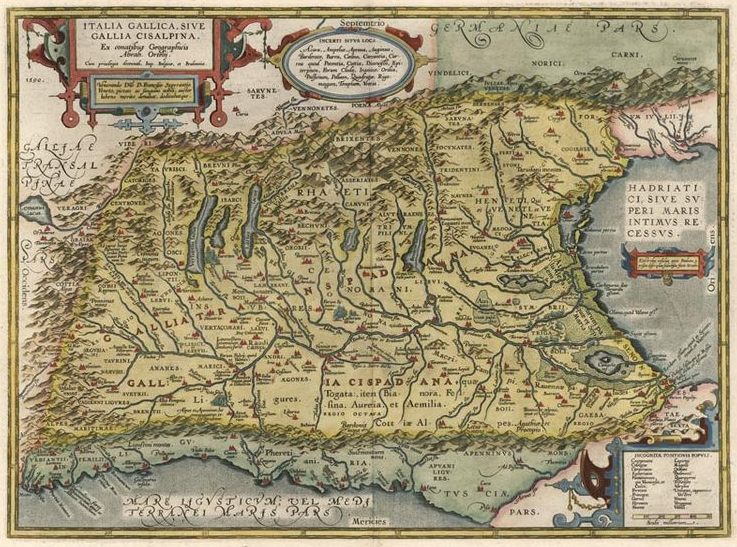
Gallia cisalpina
(Karte aus dem Ortelius-Atlas Theatrum Orbis Terrarum)

Gallia cisalpina oder Gallia citerior („Gallien diesseits der Alpen“ oder „diesseitiges Gallien“) war von 203 bis 41 v. Chr. eine Provinz des Römischen Reiches und wurde danach fester Bestandteil des römischen Kernlandes. Nach modernen geographischen Begriffen umfasste die Gallia cisalpina in etwa das heutige Oberitalien sowie die heute kroatische Halbinsel Istrien (Histria); Grenzfluss zu Italien war der Rubikon.
Da dieses Gebiet diesseits der Alpen seit dem 5. Jahrhundert v. Chr. von Kelten besiedelt war, gehörte es nach antiker Auffassung zunächst zu Gallien. Es wurde von Rom im Verlauf des Zweiten Punischen Krieges gegen Hannibal erobert. In den ersten Jahren schwankte die Benennung der Provinz noch, Titus Livius nannte sie wechselnd – wohl je nachdem, welcher Quelle er gerade folgte – Galli oder Ligures et Gallia oder Ariminum. Die Bezeichnung Gallia cisalpina hatte sich wohl schon spätestens zur Zeit Sullas eingebürgert, ist jedoch erst für das Jahr 59 v. Chr. belegt, als Gaius Iulius  Caesar mit der Lex Vatinia diese Provinz zusammen mit Gallia Narbonensis und Illyrien zur Verwaltung erhielt. Im Jahre 49 v. Chr. erhielten die Einwohner das römische Bürgerrecht (civitas Romana) verliehen. 41 v. Chr. wurde die Provinz aufgelöst und dem römischen Kernland angegliedert. Unter Kaiser Augustus, der von 31 v. Chr. bis 14 n. Chr. regierte, wurde es wie der Rest des vergrößerten italischen Siedlungsgebietes in regiones eingeteilt.
Gallia cisalpina war Heimat bedeutender lateinischer Schriftsteller wie Catull, Vergil, Titus Livius, Cornelius Nepos, Plinius des Älteren und des Jüngeren.
Die Provinz wurde gegliedert in die Regionen
- Aemilia (oder Gallia cispadana),
- Liguria,
- Venetia et Histria und
- Transpadana (auch Gallia transpadana).